# 山童

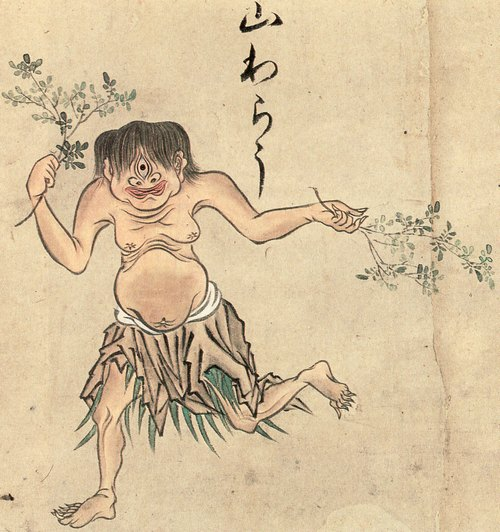
佐脇嵩之『百怪图卷』的（山童）「山わらう」

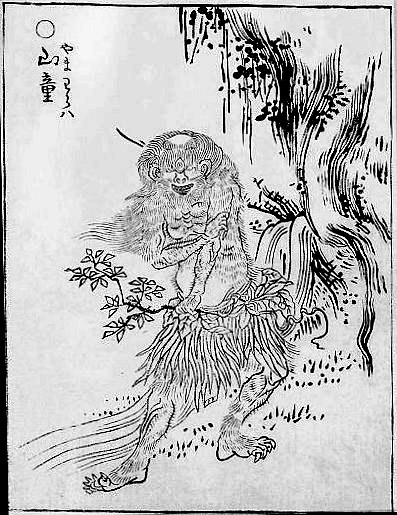
鳥山石燕『画图百鬼夜行』的「山童」

山童（やまわろ），是在日本九州一带深山中的妖怪，为河童的一种。全身体毛浓密，身形如小孩，头顶着圆盘。会恶作剧，喜欢饭团和米酒，能像人一样直立步行。

## 相关
地狱少女